# حادة أوعكي
حادا أوعكي (بالأمازيغية: ⵃⴰⴷⴷⴰ ⵓⵄⴽⴽⵉ) مغنية مغربية من مواليد سنة 1953،  تنحدر من زاوية أيت إسحاق نواحي مدينة خنيفرة بالأطلس المتوسط. تؤدي حادة الأغاني خاصة باللغة الأمازيغية وهي مستوحاة من تراث منطقة الأطلس المتوسط.

## مسارها
ولدت حادا أوعكي في أسرة محافظة منعت عليها الغناء وزوجتها في سن صغيرة مع رجل عمره 70 سنة. فشل الزواج بعد مدة، اضطرت معه للطلاق، ثم انتقلت إلى الدار البيضاء سنة 1969 في سن 16 سنة، وهنالك التقت بناصر أوخويا ليكونا فرقة موسيقية دامت لمدة 12 سنة.